# سیارک ۱۷۵۴۷۶
سیارک ۱۷۵۴۷۶ (به انگلیسی: 175476 Macheret، نامگذاری:2006RA1) صد و هفتاد و پنج هزار و چهارصد و هفتاد و ششمین سیارک کشف شده‌است که در ۴ سپتامبر ۲۰۰۶ کشف شد.